# Валтер фон Рајхенау
Валтер фон Рајхенау (Карлсруе, 8. октобар 1884 — Полтава, 17. јануар 1942) је био немачки фелдмаршал који је командовао армијама које су заузеле Варшаву 1939. године, и који је учествовао у рату на Западном фронту 1940. године, а затим на Источном, до своје смрти 1942. године. Такође је командовао јединицама које су извеле масакр код Бабиног Јара. Рајхенау је био један од најпоузданијих Хитлерових сарадника и био је један од организатора поновног наоружавања Немачке војске.

## Биографија

### Младост и Први светски рат
Рајхенау је рођен у Немачкој, као син пруског артиљеријског генерала. Немачкој војсци се прикључио када је имао 18 година, и додељена му је официрска служба у Првој гардијској артиљеријској регименти. У мају 1914. уписао се на Војну академију у Берлину, где се обучавао за штабног официра.
На почетку Првог светског рата је послан на Западни фронт. До краја рата му је додељен орден Гвоздени крст, и напредовао је до чина капетана.

### Међуратни период
Након рата, служио је као штабни официр у регрутској армији до 1922. године. након тога је постао заповедник 8. митраљеске чете. Унапређен је у чин мајора 1923. На место команданта 5. сигналног батаљона у Штутгарту је постављен 1927. и ту се задржао две године. На месту начленика штаба Сигналног инспектората је био између 1929. и 1931. године. У фебруару 1931. постављен је на место начелника штаба Прве резервне армије у Источној Прусији, где је служио под командом Вернера фон Бломберга.
Ујак Валтера фон Рајхенауа, Фридрих, је подржавао рад Нацистичке партије, и он је 1932. свог сестрића упознао са Хитлером. Рајхенау је убрзо прихватио Хитлерова размишљања, након чега је уредио да се Хитлер и Блумберг упознају. Када је Хитлер дошао на власт у јануару 1933. Блумберг је постао министар одбране, а Рајхенау је постављен на место начелника министарства за Рајхсвер. Такође је вршио дужност официра за везу између немачке армије и Нацистичке партије.
Рајхенау и Блумбер су заједно извршили притисак на Курт фон Хамерштајн-Екворда, великог противника Хитлера и нацизма, који је у то време био командант армије, да поднесе оставку. Након тога, Блумберг је Хитлеру предложио да Рајхенауа постави на чело војске, на шта се група старијих официра побунила. Председник Паул фон Хинденбург је ставио вето на ту одлуку, и на чело војске је постављен Вернер фон Фрич.
Блумберг и Рејхнау су се током 1933. забринули због јачања формација СА под командом Ернста Рема. Ернст Рем је добио место у Савету за националну одбрану, у ком је захтевао да он има већи утицај на војна питања. Рем је 2. октобра 1933. послао Рејхнауу писмо у ком је нагласио да мисли да је Рајхсвер само организација која служи за основни тренинг немачких грађана, док да војничку обуку и мобилизацију треба да врши СА.
Старији официри су се све више жалили на раст утицаја СА јединица, и Рејхнау се плашио да они могу извршити побуну против Хитлера. Тиме би његова каријера у војсци била готова. Због тога је испланирао заверу против Рема и целе СА организације, у сарадњи са Херманом Герингом и Хајнрихом Химлером. Химлер је питао Рајнхарда Хајдриха да састави Ремов досије. Хајндрих се такође плашио Рема, па је исфабриковао доказе против Рема, који су показивали да су Французи Рему платили 12 милиона рајсхмарака да свргне Хитлера.
Хитлер је имао позитивно мишљење о Рему, па је у почетку одбио да поверује у тај досије који је Хајндрих саставио. Рем је био један од првих који су подржавали Хитлера, и без његове помоћи у скупљању средстава за армију, тешко да би Нацсити икад дошли на власт. Ремове СА јединице су такође имале велику улогу и сузбијању опозиције током избора 1932. и 1933. године. Али Хитлер је имао своје разлоге због којих је хтео да одстране Рема. Индустријалци су били незадовољни Ремовим социјалистичким погледом на економију и његовим изјавама да револуција још увек мора да се спроведе. Много људи у партији се није слагало са чињеницом да су Рем и доста вођа из СА табора били хомосексуалци.
Хитлер је 29. јуна 1934. у пратњи припадника СС-а ухапсио Рема и током наредних 24 сата је ухапшено око 200 СА официра. Та чистка је била позната под називом Ноћ дугих ножева, и том приликом је поред Рема убијено око 400 људи.
У августу 1935. Рајхенау је унапређен у чин генерал-пуковника и постављен је на место команданта 7. резервне армије у Минхену. Следеће године му је додељен чин артиљеријског генерала, а 1938. Хитлер је хтео да га постави на место команданта армије. Највиши официри, попут Федора фон Бока, Герда фон Рундштета и Франца Халдера су одбили да служе под његовом командом. Хитлер је морао да промени мишљење, па је 4. фебруара 1938. на место команданта армије поставио Валтера фон Браухича. Рајхенау је заузео Браухичеву позицији команданта 4. армијског корпуса.

### Други светски рат
Рајхенау је у септемру 1939. командовао 10. армијом током инвазије на Пољску. Током 1940. године је командовао 6. армијом за време офанзиве на западу и напада на Белгију и Француску, а под командом фон Бока. Хитлер га је унапредио у фелдмаршала 19. јула 1940. године.
Рајхенау је био велики противник напада на Совјетски Савез, али је учествовао у операцији Барбароса током лета 1941. Командовао је војскама које су освојиле Харков, Кијев, Белгород и Курск. У тој операцији је био под командом Герда фон Рундштета који је командовао групом армија Југ. Подстицао је војнике да врше злочине против Јевреја на освојеним територијама. Једном приликом је рекао да морају да изврше грубу, али праведну одмазду према Јеврејима подљудима.
У септембру 1941. Рајхенау је писао Хитлеру, и предложио му да започну регрутацију Украјинаца и Белоармејаца који би се борили против Црвене армије. Хитлер је то одбио и поручио му да престане да се меша у политичке одлуке. Истог месеца, опет је писао Хитлеру, овај пут са упозорењем да партизанска дејства на освојеним територијама почињу да представљају велики проблем. У новембру је Рајхенау опет био помињан као могући командант армије, али је Хитлер одбио ту идеју, јер је сматрао да се он много меша у политичке идеје и одлуке.
Крајем 1941. фон Рундштет је одбио да води даљу офанзиву, највише због тешког терена и оштре климе. Тражио је да се повуче са положаја око реке Миус, што је Хитлер одбио. Хитлер га је сменио са места команданта Групе армија Југ, и на његово место је поставио Рајхенауа. Следећег дана, Рајхенау је повукао јединице са тог положаја, и након тога рекао Хитлеру да је ипак то урађено, упркос његовој вољи.

### Смрт
Рајхенау се увек трудио да буде у доброј форми, и зато је свакодневно трчао. Дана 12. јануара 1942. године трчао је више километара по температури од минус 28 степени. Након повратка са трчања, жалио се да се не осећа добро, и тог дана је доживео срчани удар. Пет дана је био у несвести, због чега је одлучено да авионом буде пребачен у Немачку. Погинуо је 17. јануара исте године, када је авион који га је превозио у Лајпциг пао.